# JR-Baureihe E261

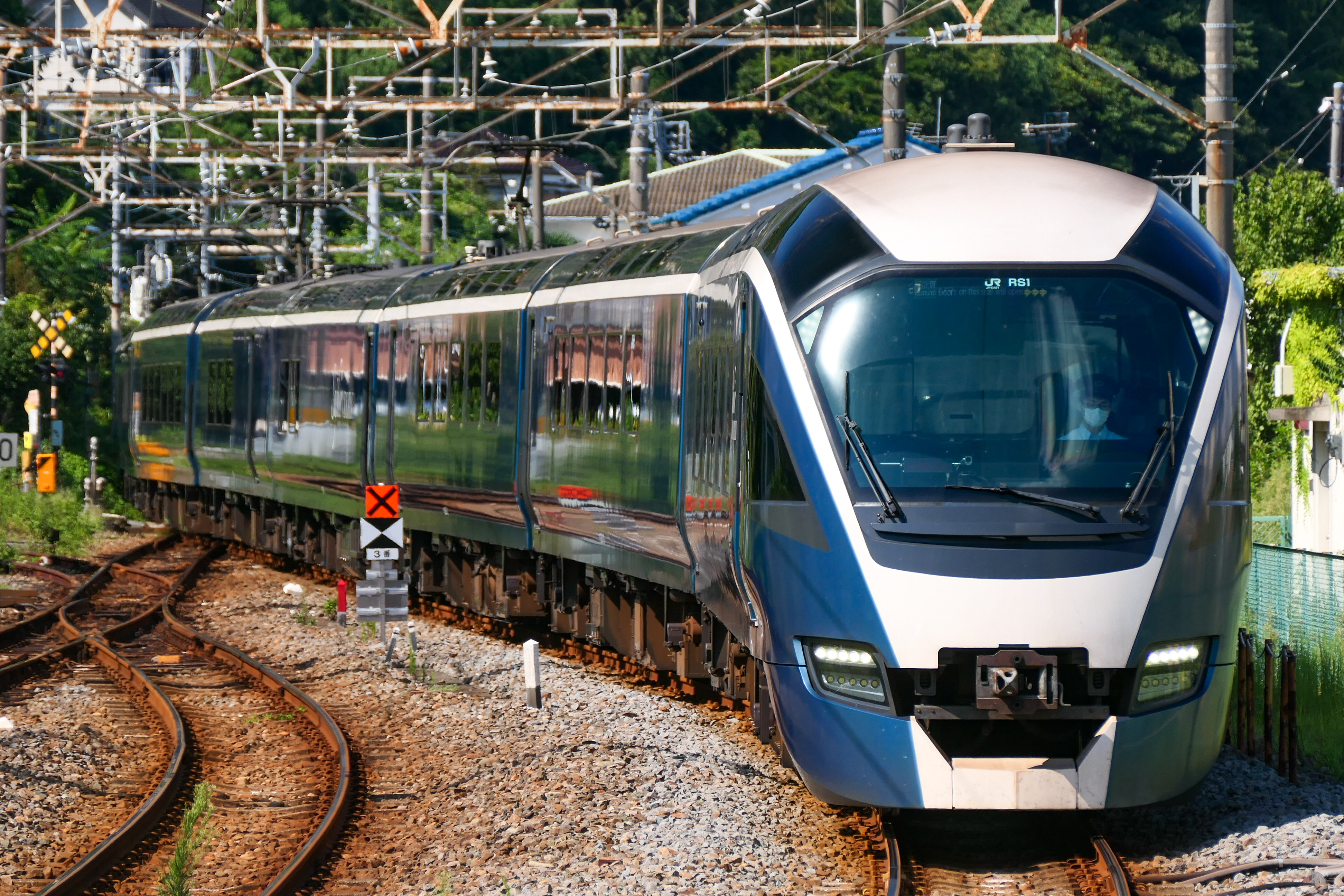
E261 auf der Ito-Linie

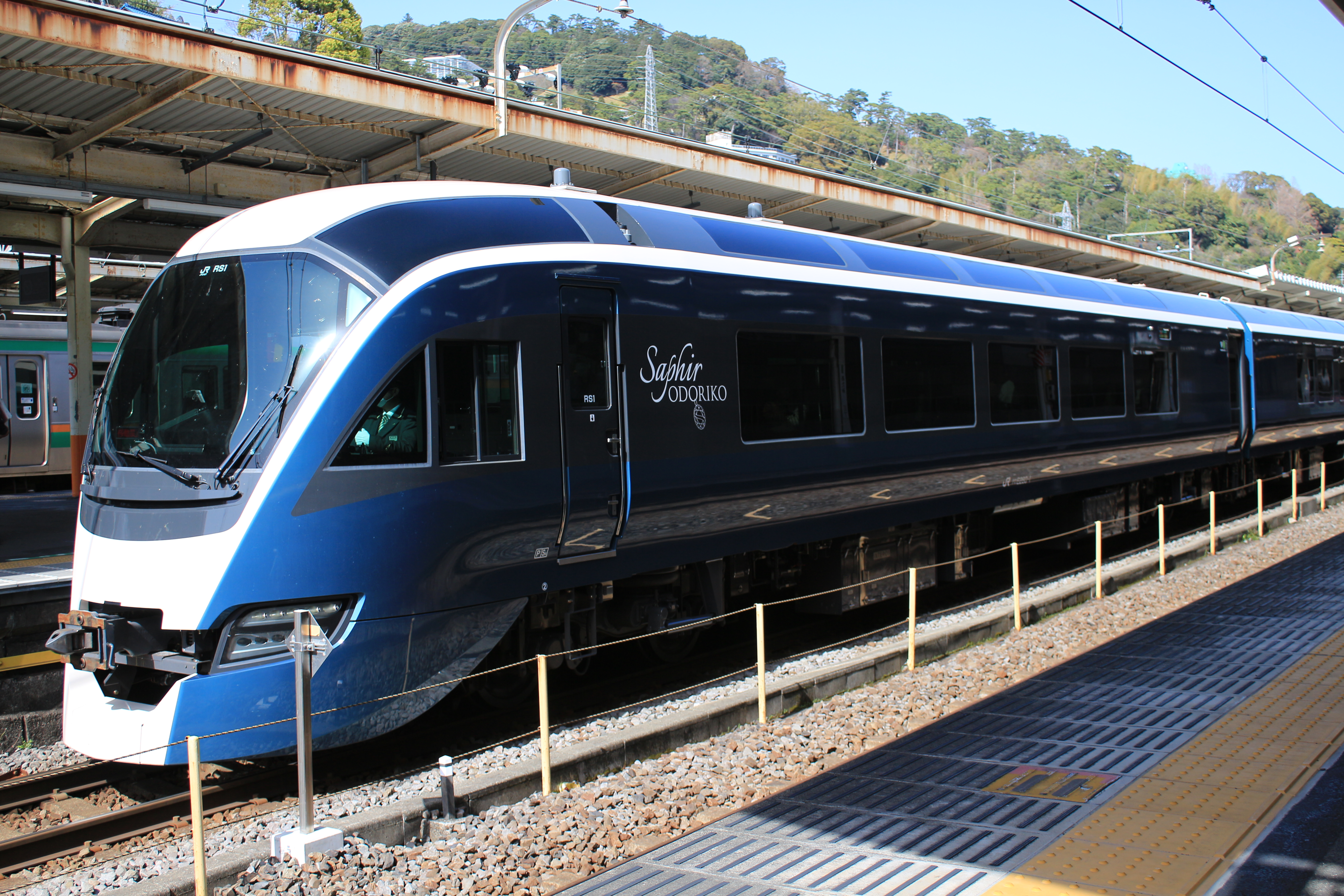
E261 im Bahnhof Atami südwestlich von Tokio

Die JR-Baureihe E261 (JE261系, E261-kei) sind zwei von der East Japan Railway Company (JR East) betriebene Elektrotriebzüge. Die Achtwagenzüge werden als Saphir Odoriko Limited Express im hochwertigen Ausflugsverkehr zwischen Tokio und Izukyū-Shimoda eingesetzt. Sie führen nur die 1. Klasse (Green Class) und die Premium Green Class. Die Züge ersetzten die JR-Baureihe 251, die unter dem Namen Super View Odoriko von April 1990 bis März 2020 auf diesem Linienverlauf eingesetzt wurden.

## Geschichte
Die Züge wurden von Ken Okuyama Design gestaltet. Die Farbgebung in Sapphire Blue spielt dabei auf den blauen Himmel über der Izu-Halbinsel an. Zwei Achtwagenzüge stellten Kawasaki Heavy Industries in Hyogo (Wagen 1 bis 3) und Hitachi in Kasado her (Wagen 4 bis 8).
Der Zug RS1 führte am 21. November 2019 erstmals eine Versuchsfahrt durch. Einen Tag nachdem die Baureihe 251 außer Dienst gestellt wurde, nahmen die Züge am 14. März 2020 den Betrieb auf.

## Technik
Die kapspurigen Achtwagenzüge bestehen aus fünf angetriebenen und drei nicht angetriebenen Wagen. Der Wagen 1 befindet sich auf der Seite von Izukyū-Shimoda, der Wagen 8 auf der Tokioter Seite.
Als Hitachi A-Train bestehen die Wagenkästen der Züge aus Aluminium. Ihre Dreiphasen-Fahrmotoren werden über Frequenzumrichter gespeist. Jeder Wagen hat eine Tür pro Seite. Die Wagen 3, 5, und 7 sind mit Stromabnehmer ausgerüstet, wobei der auf dem fünften Wagen für Notfälle genutzt wird.

## Innenraum
Alle Wagen  sind Panoramawagen mit seitlich und schräg oben angeordneten Fenstern. Die Großraumwagen verfügen über Gepäckablagen an den Enden. Toiletten befinden sich in den Wagen 2, 3 und 7. Im gesamten Zug ist WLAN verfügbar.

### Premium Green Car (Wagen 1)
Der Wagen 1 erhielt als Premium Green Car zwei Ledersitze pro Reihe. Diese Sitze sind elektrisch verstellbar und mit Leselampen, Stromanschlüssen, Armlehnen und Fußablagen ausgestattet. Sie können zu den Fenstern hin gedreht werden.

### Green Car Abteile (Wagen 2 und 3)
In den Wagen 2 und 3 gibt zwei Abteile in zwei Größen für maximal vier beziehungsweise sechs Personen.

### Cafeteria (Wagen 4)
In Wagen 4 befindet sich eine Cafeteria mit Sitzen an der Theke auf der einen Seite und an Tischen auf der anderen Seite.

### Green Car (Wagen 5 bis 8)
Die Wagen 5 bis 8 sind Green Cars (Wagen 1. Klasse). Die Sitze sind in 2+1-Bestuhlung angeordnet, verstellbar und mit Stromanschlüssen ausgerüstet. In Wagen 5 befinden sich zwei Rollstuhlplätze neben einem Sitz. Im selben Wagen gibt es eine barrierefreie Toilette.

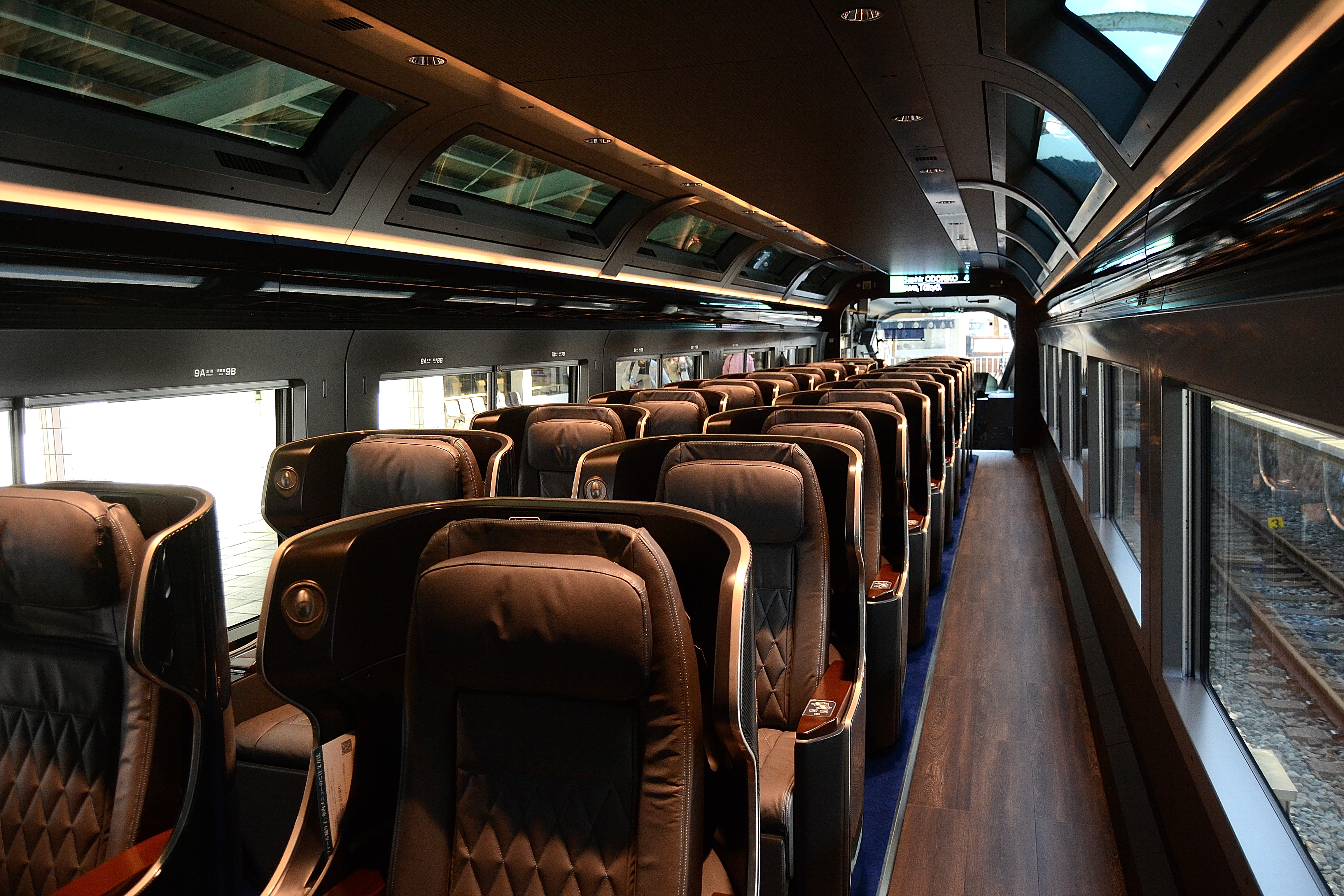
Premium Green Car
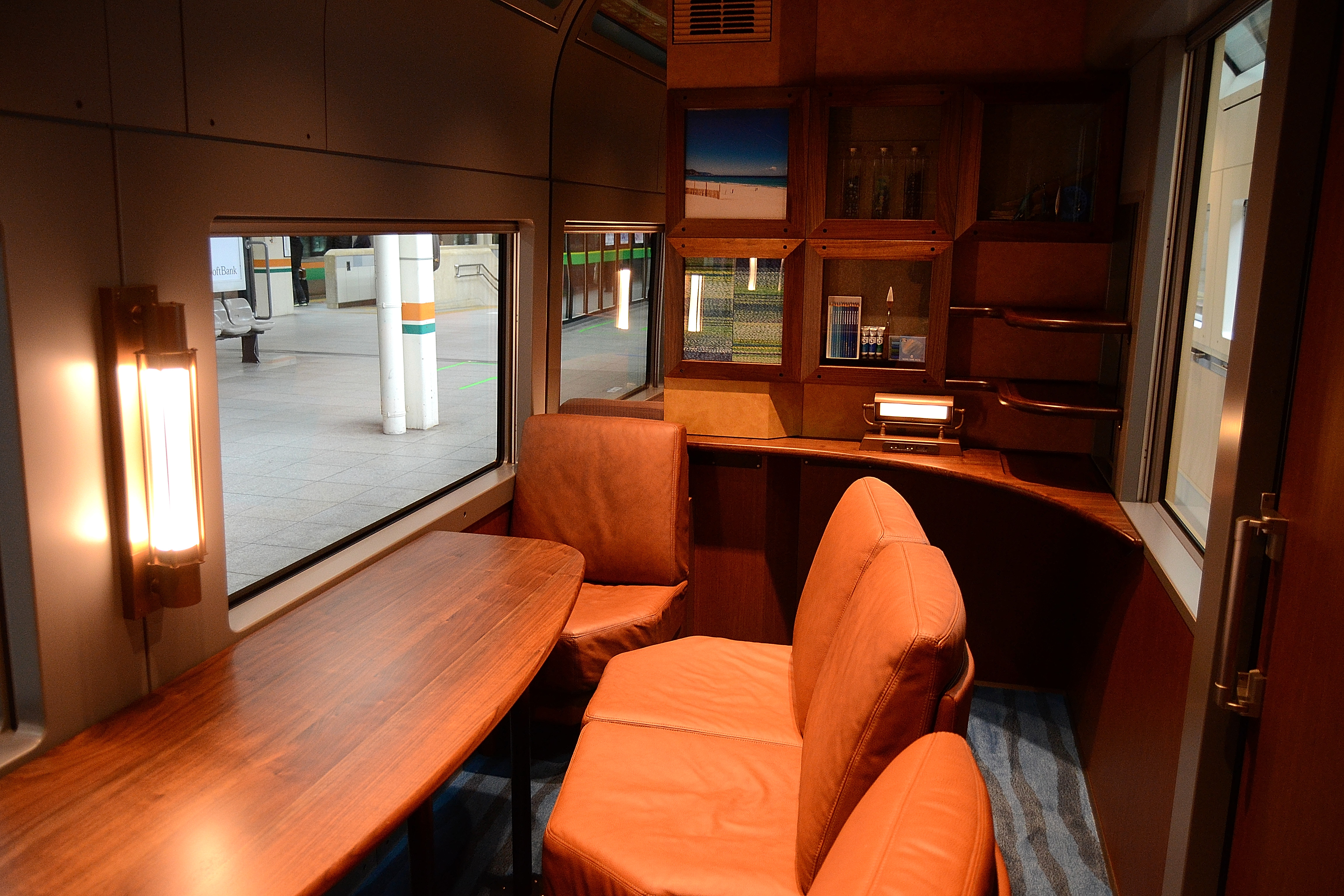
Green-Car-Abteil
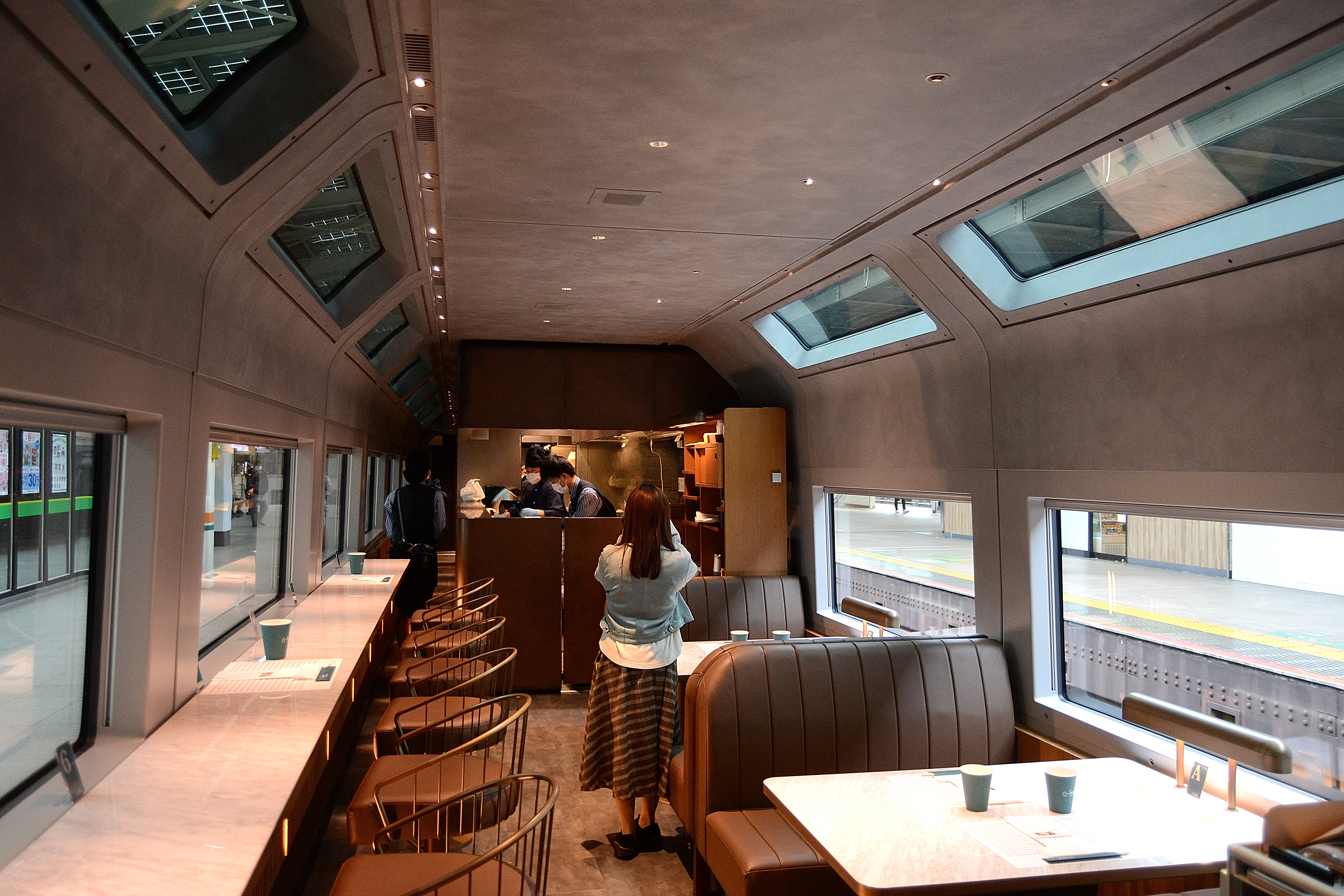
Cafeteria
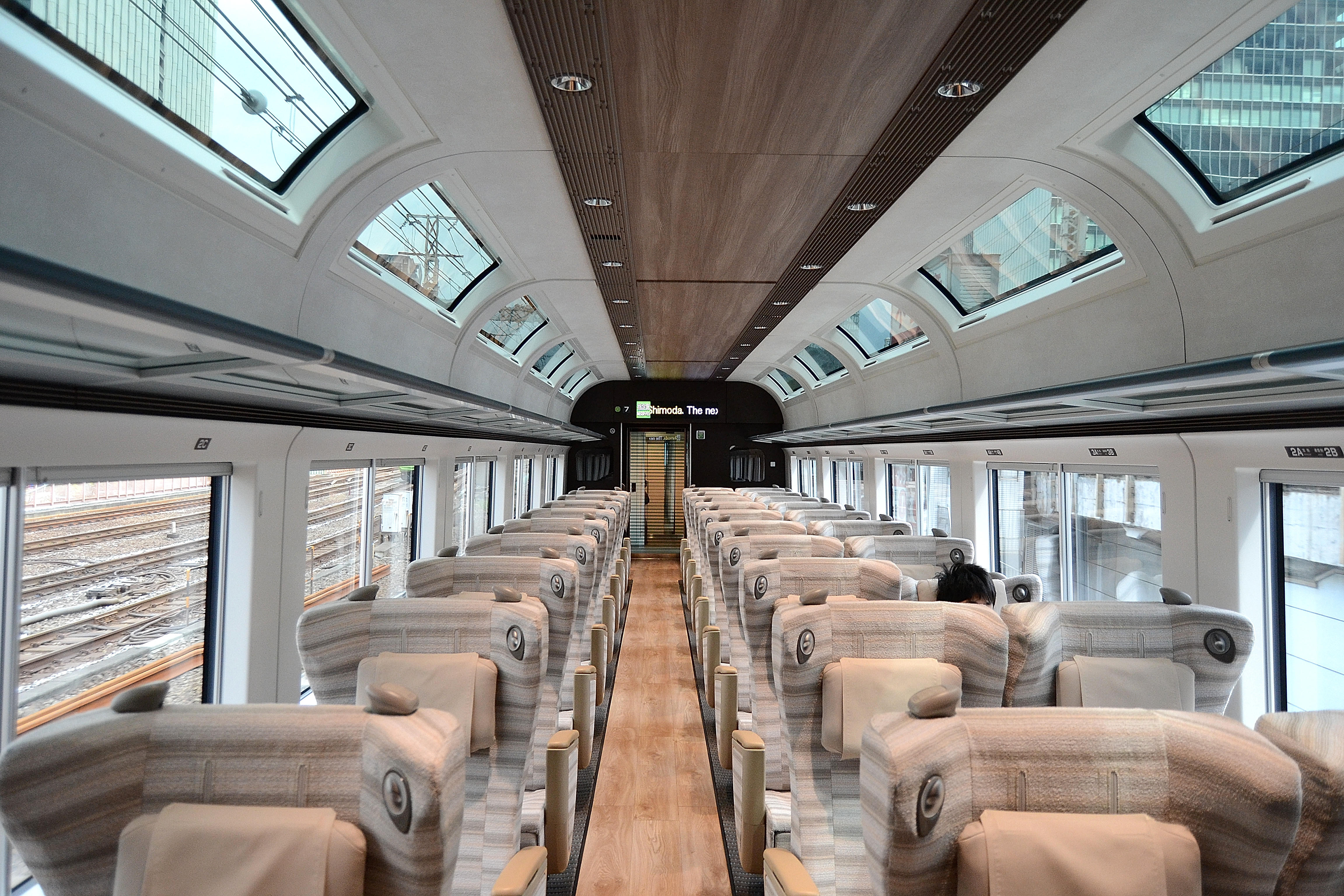
Green Car